# Аббакумцево
Аббакумцево (Абакумцево) — село в Некрасовском районе Ярославской области. Входит в состав сельского поселения Красный Профинтерн.
Расположено на левом берегу реки Волги, в 20 км от Ярославля.

## История села
Село расположено верстах в трёх-четырёх от родового Грешневского имения Некрасовых. За селом находится Теряевская гора, с вершины которой открывается вид на окрестности, описанные Н. А. Некрасовым в поэме «Дедушка».
Раньше село было богатым и зажиточным. Большой славой пользовались жившие здесь каменщики, принимавшие участие в строительстве Петербурга и Таганрога. В настоящее время село практически превратилось в дачный посёлок.

## Население
| 1859 | 2007 | 2010 |
| ---- | ---- | ---- |
| 88   | ↘2   | ↗5   |

## Достопримечательности

### Церковь Петра и Павла

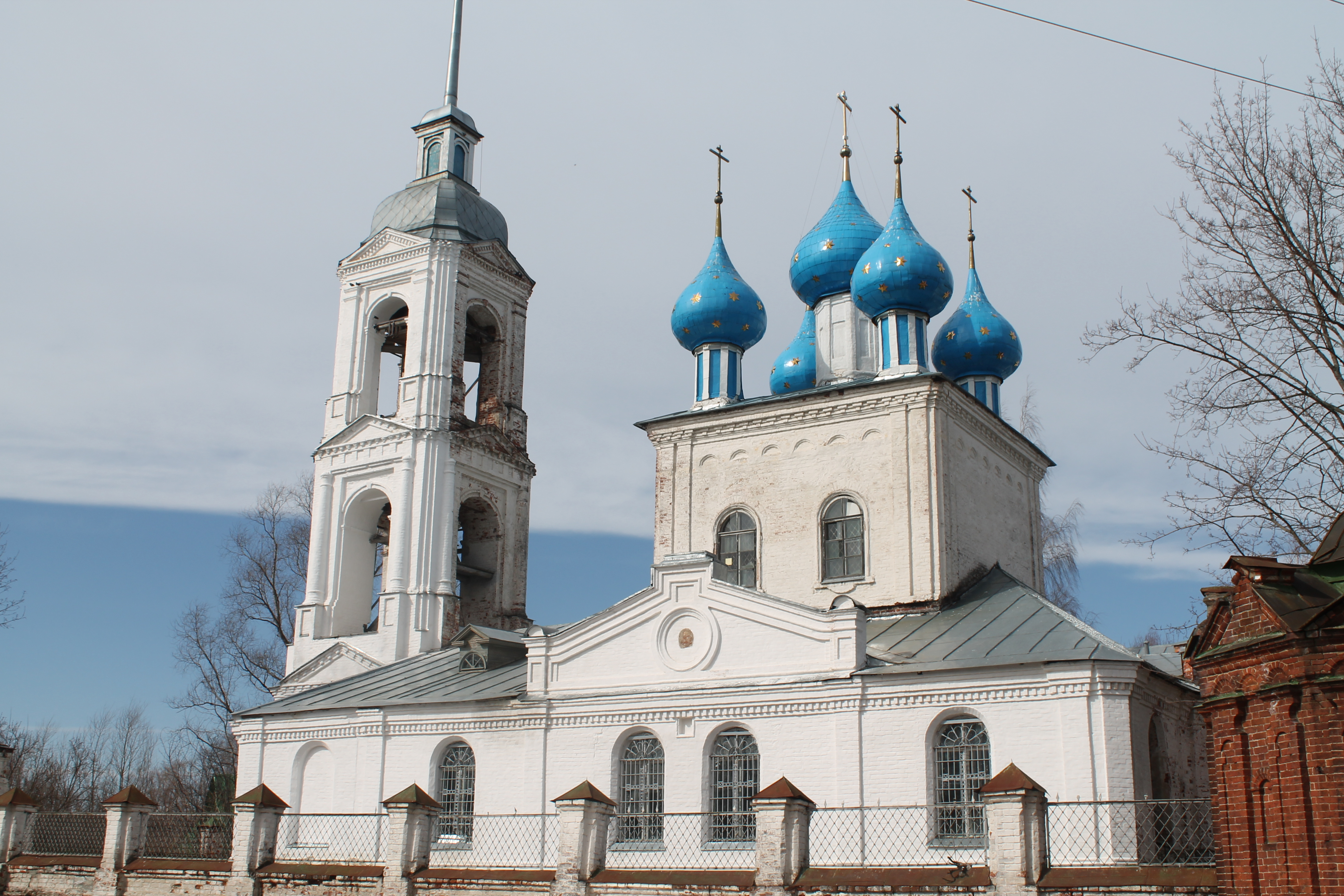
Храмовый комплекс, 2013 год.

На краю села, на берегу небольшого пруда, стоит церковь Петра и Павла, прихожанами которой была и семья Некрасовых. У алтарной стены храма сохранился памятник на могиле матери поэта Елены Андреевны Некрасовой, скончавшейся в 1841 году. Здесь же похоронены дед поэта Сергей Алексеевич Некрасов, дядя Дмитрий Сергеевич, старший брат Андрей, а также ещё шестеро братьев, умерших в младенчестве. В фамильной усыпальнице, расположенной неподалёку от могилы матери Н. А. Некрасова, погребены отец поэта, невестка Софья Ивановна (первая жена брата Фёдора Алексеевича), племянники Николай и Мария, умершие в детском возрасте от скарлатины.

### Аббакумцевское земское училище
В 1871—1872 годах на средства Николая Алексеевича Некрасова, местного священника Ивана Григорьевича Зыкова и прихожан аббакумцевского храма было построено Аббакумцевское земское училище. Поэт выполнял обязанности попечителя школы, снабжал её средствами, шедшими на ремонт здания и наём прислуги. Закон Божий преподавал в училище сам священник Зыков, а другие предметы (чтение, чистописание, первая часть арифметики) — его дочь Александра, которую после её замужества заменил брат Михаил. Обучение в школе было трёхлетним, и все ученики, число которых превышало 70 человек, помещались в одном классе. По окончании училища школьники сдавали экзамены, однако, многие из них так и не прошли полный курс обучения — родители забирали их для помощи в хозяйстве.
До 1978 года школа являлась действующей, в настоящее время она превращена в музей.